# Ульріх Бернайс
Ульріх Бернайс (15 серпня 1881, Мюнхен — 23 грудня 1948, Карлсруе) — німецький класичний філолог і піонер центрів освіти для дорослих.

## Біографія
Він був старшим із двох дітей філолога та історика літератури Міхаеля Бернайса та його дружини Луїзи Йоганни Бернайс, овдовілої Уде, уродженої Рубке. Марі Бернайс була його на два роки молодшою сестрою. Ульріх Бернайс мав зведеного брата Германа Уде-Бернайса, якого мати привела з ним у другий шлюб. Він вивчав класичну філологію, германістику та історію в Мюнхенському та Гейдельберзькому університетах і отримав докторський ступінь у 1905 році , вивчаючи Діонісія Перієгета . Під час навчання він став членом Філологічно-історичної асоціації Cimbria Heidelberg в Наумбурзькій картельній асоціації. Після закінчення навчання Бернайс працював викладачем у вищих навчальних закладах, починаючи з 1913 року в школі імені Ґете в Карлсруе. Також читав лекції в центрі освіти дорослих (Volkshochschule) з історії та літератури.
Після листа Міністерства культури та освіти Бадену від 31 жовтня 1935 року на ім'я директора гімназії імені Гете щодо відсторонення від роботи вчителів-євреїв, Ульріх Бернайс був негайно відсторонений від виконання своїх обов'язків. 1 січня 1936 року було видано декрет про обов'язковий вихід на пенсію. У роки гонінь він переклав, зокрема деякі античні праці, наприклад Платона чи Федона, і написав біографію про свого батька. Після нацистської доби він повернувся до Ґете-гімназії вчителем. Крім того, будучи керівником Центру освіти для дорослих Карлсруе, він відіграв ключову роль у його реформуванні. До самої смерті він читав численні лекції з історії грецької культури та німецького Просвітництва.
Іменем Ульріха Бернайса названо зал у Центрі освіти для дорослих у Карлсруе.

## Публікації
- Studien zu Dionysius Periegetes, Heidelberg 1905
- West-östlicher Divan, Hamburg 1947